# Höyry-Kone
Höyry-Kone war eine finnische experimentelle Progressive-Rock-Band, die im Jahr 1991 gegründet wurde.

## Bandgeschichte
Jussi Kärkkäinen und Teemu Hänninen gründeten die Band. Als 1995 eine stabile Besetzung erreicht war, veröffentlichten sie bei der schwedischen Plattenfirma „Ad Perpetuam Memoriam“ ihr Debütalbum, das verschiedenste Einflüssen aus Rock, Metal, Jazz und Folk fusionierte. Danach gab es einige Besetzungswechsel, doch das zweite Album, erschienen 1997, führte den AvantProg des Debüts fort. In den Jahren danach lösten sich Höyry-Kone auf. Jarno Sarkula, Marko Manninen und Teemu Hänninen spielten anschließend in der ähnlich experimentellen Band Alamaailman Vasarat.

## Diskografie
- 1995: Hyönteisiä voi rakastaa
- 1997: Huono parturi